# Port Adelaide Football Club

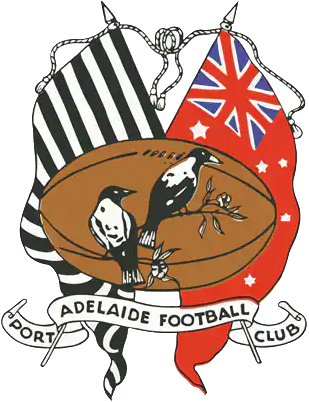
Emblema del club hasta 1927.

Port Adelaide Football Club, apodados como the Power o simplemente Port, es un equipo de fútbol australiano profesional, que juega en la Australian Football League. Su sede se encuentra en la zona portuaria de Adelaida, situada en Australia Meridional, y juega en Football Park.
Aunque fue el último club que ingresó en la AFL, en el año 1997, la fundación del Port Adelaide tuvo lugar en 1870. Cuentan con un campeonato de liga.

## Historia
El equipo de Port Adelaide nace el 13 de mayo de 1870, y pronto formó parte de la asociación de fútbol australiano de Australia Meridional. Durante varias décadas se convirtió en uno de los equipos más potentes de la región, y más tarde consiguió formar varios jugadores que terminaron en equipos de la Victorian Football League. Durante esa época eran conocidos como los Port Adelaide Magpies.
Cuando la VFL comienza a expandirse a nivel nacional, comienzan a surgir franquicias en otras zonas más allá del estado de Victoria. Port Adelaide ya intentó entrar en la competición en 1990, pero su proposición se vio frustrada cuando la organización de la liga decidió otorgar la franquicia nueva a los Adelaide Crows, un equipo impulsado por la federación meridional. Port Adelaide continuó jugando en el campeonato regional, y pasó a dominarlo por completo durante toda la década.
Finalmente, Port Adelaide consiguió ingresar en el campeonato nacional. Aunque la AFL le garantizó un futuro puesto en 1994, debido a que no había plazas vacantes no pudo ingresar en la liga, hasta que en 1996 se hizo efectiva la fusión entre Fitzroy y Brisbane. El club cambió su mote por el de Port Adelaide Power, y comenzó a competir en la temporada 1997.
Sus primeras campañas resultaron malas en cuanto a resultados, hasta que en 1999 llegó Mark Williams como técnico. Tras clasificarse en varias ocasiones a las fases finales, en el año 2004 consiguió llegar a la gran final de la AFL. Allí, venció a los Brisbane Lions por 113 a 73 y consiguió su primer trofeo de liga.
Desde entonces, ha cosechado temporadas irregulares. En 2007 el equipo volvió a disputar la final del campeonato, aunque en esta ocasión cayó ante Geelong Football Club.
El clásico entre los Port Adelaide Power y Adelaide Crows se conoce como Showdown. En los 40 partidos oficiales, Port Adelaide ha obtenido 21 victorias y 19 derrotas. El único enfrentamiento en postemporada fue en semifinales de 2005, con derrota de Port Adelaide. En julio de 2015 se alcanzó un récord de 53.518 espectadores en un Showdown.

## Estadio
Port Adelaide compite en el Football Park, un campo situado en Adelaida y con capacidad para 51.500 personas. Comparte el campo con el otro equipo del estado, los Adelaide Crows.
También disputa algunos partidos de pretemporada, entrenamiento e incluso liga en un recinto menor, el Alberton Park, situado en la zona de Port Adelaide y capaz de acoger hasta 17.000 espectadores.

## Palmarés
- Australian Football League: 1 (2004)